# Cas Janssens
Cas Janssens (Tilburg, 1944. augusztus 3. – Nîmes, 2024. július 4.) holland labdarúgó, csatár, bajnoki gólkirály.

## Pályafutása

### Klubcsapatban
1965 és 1967 között a TSV NOAD, 1967 és 1970 között az FC Wageningen, 1970 és 1973 között a N.E.C. labdarúgója volt. Az 1972–73-as idényben 18 góllal holland bajnoki gólkirály lett Willy Brokamppal  (MVV) holtversenyben. 1973–74-ben a francia Nîmes Olympique, 1974–75-ben a belga OC de Charleroi, 1975–76-ban az FC Groningen játékosa volt. 1976–77-ben a francia US Nœux-les-Mines csapatában fejezte be az aktív labdarúgást.

## Sikerei, díjai
N.E.C.
- Holland bajnokság (Eredivise)
  - gólkirály: 1972–73 (18 gól, Willy Brokamppal  (MVV) holtversenyben)